# The Baseball Bug
The Baseball Bug er en amerikansk stumfilm fra 1911.

## Medvirkende
- John W. Noble
- Florence La Badie
- Charles Albert Bender
- Jack Coombs
- Cy Morgan